# 金子満広
金子 満広（かねこ みつひろ　1924年11月17日 - 2016年4月18日）は、日本の政治家。衆議院議員（通算6期）。日本共産党書記局長、副委員長を歴任した。

## 経歴
- 1924年 群馬県生まれ。
- 1942年 旧制中学校卒業。
- 1944年 運輸通信省鉄道教習所卒業、国有鉄道の東京鉄道局水上機関区に配属。
- 1946年 国鉄労働組合（国労）結成。金子は同組合員として労働運動に参加。
- 1949年 国労高崎支部長。同年、国鉄を解雇(本人著作ではレッドパージ)。以後は党務専任[2]
- 1961年 党中央委員会勤務[2]
- 1972年 第33回衆議院議員総選挙で衆議院議員に初当選（中選挙区の東京8区、以後通算6回当選）、首都圏整備審議会委員となる。
- 1976年 第34回総選挙で落選。
- 1979年 第35回総選挙で衆議院議員に返り咲き、再選。
- 1980年 第36回総選挙で衆議院議員に3選。
- 1982年 日本共産党書記局長に就任。
- 1983年 第37回総選挙で落選。
- 1986年 第38回総選挙で衆議院議員に4選。
- 1989年 日本共産党委員長代行に就任し書記局長を兼務する。
- 1990年 第39回総選挙で衆議院議員に5選。
- 1990年 書記局長を志位和夫に譲り日本共産党副委員長に就任。
- 1993年 第40回総選挙で落選。
- 1996年 第41回総選挙で衆議院議員に6選（選挙制度改革に伴い、比例区の北関東ブロックから出馬）。
- 2000年 衆議院解散に伴い、国会議員活動に終止符を打ち、政界を引退。
- 2016年4月18日 脳内出血のため、東京都新宿区の病院で死去。91歳没[3][4]。

## 主な役職
- 日本共産党統一戦線部長
- 日本共産党大衆運動委員会委員長
- 日本共産党国際委員会委員長
- 日ソ友好関係団体役員
- 日越友好関係団体役員
- 世界平和協議会副議長

## 政策
- 選択的夫婦別姓制度導入に賛同する[5]。

## 評価
- 浜田幸一は『日本をダメにした九人の政治家』で共産党の宮本顕治や、党員の行動規制などについて批判しているが、金子については「共産党の中ではもっとも大衆的。彼あたりが委員長にでもなれば、警鐘乱打の党として一定の役割を果たし得るのではないかと思う」と、一定の評価をしていた[6]。

## 著書
- 『70年問題と統一戦線』新日本出版社。NDLJP:11926029。
- 『70年代と大衆運動』
- 『反帝国際統一戦線 : 自主独立の理論と実践』新日本出版社、1978年。NDLJP:11923909。
- 『原水爆禁止運動の原点』新日本出版社、1984年。NDLJP:11925073。